# American Electric Car Company
American Electric Car Company war ein US-amerikanischer Hersteller von Automobilen. Davon abweichend wird auch die American Electric Vehicle Company genannt. Anzeigen und Abbildungen von Aktien bestätigen aber die erstgenannte Firmierung.

## Unternehmensgeschichte
Das Unternehmen entstand im Januar 1914 als Zusammenschluss mehrerer Hersteller von Elektroautos. Dies waren die Argo Electric Vehicle Company aus Saginaw, die Borland-Grannis Company aus Chicago in Illinois und die Broc Electric Vehicle Company aus Cleveland in Ohio. Das neue Unternehmen hatte seinen Sitz in Saginaw. Das Grundkapital betrug 1.500.000 US-Dollar. Jedes der ehemaligen Unternehmen stellte drei Direktoren. F. A. Brand von Broc wurde Präsident. Vizepräsident Fred Buck sowie Sekretär und Schatzmeister Theodore Huss kamen von Argo. Bruce Borland und U. B. Grannis, beide von Borland-Grannis, wurden ebenfalls Vizepräsidenten.
Die Produktion von Automobilen wurde fortgesetzt und die Markennamen Argo, Borland und Broc beibehalten. Der Plan sah vor, weiterhin alle drei Werke für die Produktion zu nutzen. Allerdings wurden die Werke von Borland und Broc schnell geschlossen. 1916 endete die Produktion.
Die Columbia Motors Company aus Detroit kaufte das Unternehmen auf und gelangte so an das Recht, zukünftig an wichtigen nationalen Automobilausstellungen teilnehmen zu dürfen. Die Saginaw Motor Car Company übernahm das Werk in Saginaw.

## Fahrzeuge
Unter allen drei Marken wurden Personenkraftwagen mit Elektromotor angeboten. Als Argo und Borland gab es außerdem Lastkraftwagen.